# 58er-Bewegung
Als 58er-Bewegung werden soziale Bewegungen im Deutschland der späteren Adenauer-Ära in der Bonner Republik zusammengefasst.

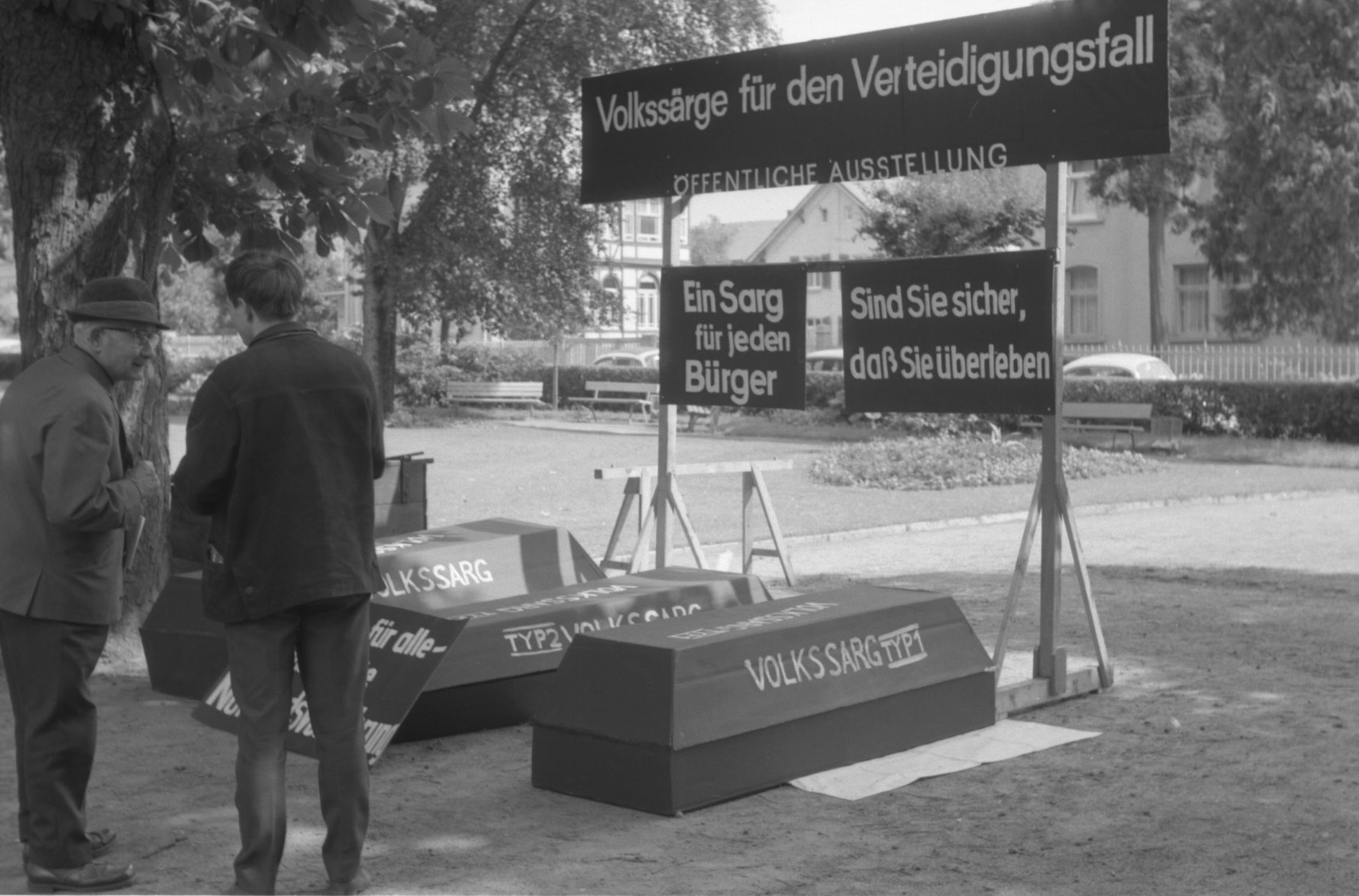
„Volkssärge für den Verteidigungsfall“ (Infostand in Oberursel)

Zu ihren politischen Zielen zählten eine atomwaffenfreie Zone und eine „Deutsche Konföderation“. Ein sichtbarer Ausdruck der Bewegung waren die Ostermärsche.
Aus der nicht mehr eingezogenen „Kriegskindergeneration“ der Jahrgänge der späten 1930er und frühen 1940er Jahre hatte sich die Bewegung in der Bonner Republik rekrutiert. Die Weißen Jahrgänge in beiden deutschen Staaten wurden von keiner deutschen Armee eingezogen.
Ulrike Meinhof (1934–1976) beispielsweise gehörte zur 58er-Bewegung.
Der Politikwissenschaftler Wolfgang Kraushaar hält zu den Idealisierungen der 68er-Bewegung durch „Exponenten der 58er-Bewegung“ fest:

„Auch wenn sich Exponenten der '58er-Bewegung', wie einmal die in Hannover besonders stark vertretenen Anhänger der vor einem halben Jahrhundert aktiven Bewegung gegen die Atombewaffnung der Bundeswehr bezeichnet worden sind, noch so sehr ins Zeug werfen sollten, um an ihren Idealisierungen der 68er-Bewegung festzuhalten, so gibt es keinen Grund, von den Imperativen einer Historisierung abzulassen.“